# Дайджест (преса)
Дайджест (англ. digest — стислий виклад, резюме) — інформаційний продукт (видання, стаття, добірка), що містить виклад творів у формі витягів з оригіналу чи його вільного перекладу або добірку в повному чи скороченому вигляді найцікавіших творів, вибраних з інших видань.
Як правило, до такого передруку систематично вдаються провінційні друковані газети, які мають слабку кореспондентську мережу і відчувають брак інформації й поповнюють її недостачу за рахунок столичних видань. Наявність великої кількості дайджестів — ознака низького фахового рівня видання. Свідченням журналістської майстерності є наявність у газеті чи журналі значної кількості ексклюзивних матеріалів, тобто таких, що виготовлені саме для цього видання його кореспондентами та оглядачами.
Але навіть авторитетні газети з глибокими традиціями сьогодні не обходяться без передруків найцікавіших матеріалів з інших видань, вміщуючи їх у рубриках «Наші передруки», «Дайджест» тощо. Для читачів такі рубрики цікаві, оскільки в них часто із скороченням малоістотних частин уміщуються сенсаційні, непересічні твори та праці, які збагачують читача новими знаннями, несподіваними інтерпретаціями фактів.
Первісно дайджестами називалися адаптовані для масового читання твори світової класики. Великі за обсягом романи стискувалися до розміру брошурки, що потребувала невеликого часу для ознайомлення й дешево коштувала. За допомогою такого видання можна було за півгодини «пройти» «Сагу про Форсайтів» Д. Голсуорсі чи «Війну і мир» Л. Толстого. Зрозуміло, що такі дайджести могли дати тільки псевдознання і аж ніяк не знайомили читачів ні з реальною філософською концепцією, ні з образним світом творів. Тим паче, що будь-який переказ обов'язково містить у собі елементи вибірковості, а, отже, й інтерпретації.

## Моніторинг ЗМІ
Підготовка дайджестів публікацій є однією з найпоширеніших послуг у галузі професійного моніторингу засобів масової інформації. Її зміст полягає у створенні добірки найважливіших матеріалів за визначеною тематикою та за визначений період. Такий інформаційний продукт надає змогу відслідковувати головні новини у певному напрямку, отримувати експертні оцінки та прогнози розвитку галузі, відстежувати діяльність конкурентів тощо. Перевагою цього виду отримання даних є відсутність «інформаційного шуму»..

## Зноски
1. ↑  Сергеевна, Романовская Светлана. ДСТУ 3017:2015 Інформація та документація. Видання. Основні види. Терміни та визначення понять. online.budstandart.com (укр.). Архів оригіналу за 9 грудня 2016. Процитовано 1 червня 2017.
2. ↑  Поліграфічна компанія «Класс-М» — словник термінів. Архів оригіналу за 9 червня 2010. Процитовано 24 січня 2011.
3. ↑  Що таке дайджест. Великий поліграфічний словник. Архів оригіналу за 11 вересня 2010. Процитовано 24 січня 2011.
4. ↑  Дайджести у сфері моніторингу ЗМІ. Архів оригіналу за 2 квітня 2015. Процитовано 10 березня 2015.